# František Langer
František Langer, češki pisatelj, literarni kritik, esejist in zdravnik, * 3. marec 1888, Praga, † 2. avgust 1965, Praga.
Langer je v letih 1939 do 1945, ko je bil v izgnanstvu, pisal novele, romane in drame iz življenja preprostih ljudi, ter roman o češkem odporniškem gibanju med drugo svetovno vojno (Otroci in satan).